# Ciclón Chapala
La Tormenta Ciclónica Extremadamente Severa Chapala fue un poderoso ciclón tropical que causó daños moderados en Somalia y Yemen durante noviembre de 2015. Chapala fue la tercera tormenta nombrada de la temporada de ciclones del Océano Índico Norte de 2015. Se desarrolló como una depresión el 28 de octubre frente a la India occidental, y un día después se convirtió en una tormenta ciclónica. Entonces Chapala se intensificó rápidamente en medio de condiciones favorables. El 30 de octubre, el Departamento Meteorológico de la India (IMD) estimó que Chapala alcanzó vientos máximos sostenidos de tres minutos de 215 km/h (130 mph). El Centro Conjunto de Advertencia de Tifones (CCAT), con sede en Estados Unidos, estimó vientos sostenidos de 240 km/h (150 mph), lo que sitúa a Chapala entre los ciclones más fuertes registrados en el mar arábigo. Después de su máxima intensidad, Chapala bordeó la isla yemení de Socotra el 1 de noviembre, convirtiéndose en la primera tormenta con fuerza de huracán desde 1922. Los fuertes vientos y las fuertes lluvias provocaron un corte de energía en toda la isla, y el ciclón Megh agravó los daños graves. golpeó Yemen una semana después.
Si bien Chapala encontró condiciones menos favorables después de dejar Socotra, mantuvo gran parte de su intensidad; al entrar en el Golfo de Adén el 2 de noviembre, se convirtió en el ciclón más fuerte conocido en esa masa de agua. Chapala rozó la costa norte de Somalia, matando a decenas de miles de animales y destruyendo 350 casas. Antes del paso final del ciclón, se produjeron evacuaciones generalizadas en el sureste de Yemen, incluso en áreas controladas por Al Qaeda, en medio de la guerra civil en curso en el país. A principios del 3 de noviembre, la tormenta tocó tierra cerca de Mukalla, Yemen, como una tormenta ciclónica muy severa y la tormenta más fuerte registrada en la nación. Chapala se debilitó hasta convertirse en un remanente bajo al día siguiente por tierra. Varios años de fuertes lluvias inundaron las zonas costeras, dañando carreteras y cientos de hogares. Ocho personas murieron en Yemen, un total bajo atribuido a las evacuaciones, y otras 65 resultaron heridas. Después de los ciclones Chapala y Megh, varios países, organizaciones no gubernamentales y agencias de las Naciones Unidas proporcionaron asistencia monetaria y material a Yemen. El país enfrentó escasez de alimentos y combustible, y los efectos residuales de las tormentas contribuyeron a un brote de langostas y dengue, el último de los cuales mató a siete personas.